# Raúl Gutiérrez
Raúl Gutiérrez (16 d'octubre de 1966) és un exfutbolista mexicà.

## Selecció de Mèxic
Va formar part de l'equip mexicà a la Copa del Món de 1994.
Fou entrenador de la selecció mexicana olímpica i de l'Atlante, entre d'altres.